# Richard Van Genechten
Richard Van Genechten (Brussel·les, 23 de juliol de 1930 - Laeken, 13 de novembre de 2010) fou ser un ciclista belga que fou professional entre 1953 i 1961. En aquests anys aconseguí 17 victòries, entre les quals destaquen la Volta a Catalunya de 1958 i la Fletxa Valona de 1956.

## Palmarès
- 1952
  - 1r al Gran Premi François-Faber
- 1953
  - 1r al Critèrium de Brussel·les
- 1954
  - 1r a la Polymultipliée
- 1955
  - Vencedor d'una etapa a la Volta a Bèlgica
- 1956
  - 1r a la Fletxa Valona
  - 1r a la Polymultipliée
  - 1r a La Hulpe
  - 1r al Critèrium de Loverval
  - 1r al Cap de setmana de les Ardenes
- 1957
  - 1r a Anderlecht
- 1958
  -  1r a la Volta a Catalunya, vencedor de 2 etapes i 1r de la regularitat
  - 1r a Wavre
  - 1r a Westrozebeke
  - 1r al Stadsprijs Geraardsbergen
- 1959
  - 1r a Lendelede

### Resultats al Tour de França
- 1953. 33è de la classificació general
- 1954. 22è de la classificació general. 3r del Gran Premi de la Muntanya
- 1955. Abandona (21a etapa)
- 1956. 45è de la classificació general

### Resultats a la Volta a Espanya
- 1959. 26è de la classificació general. 2n del Gran Premi de la Muntanya